# Lyra McKee

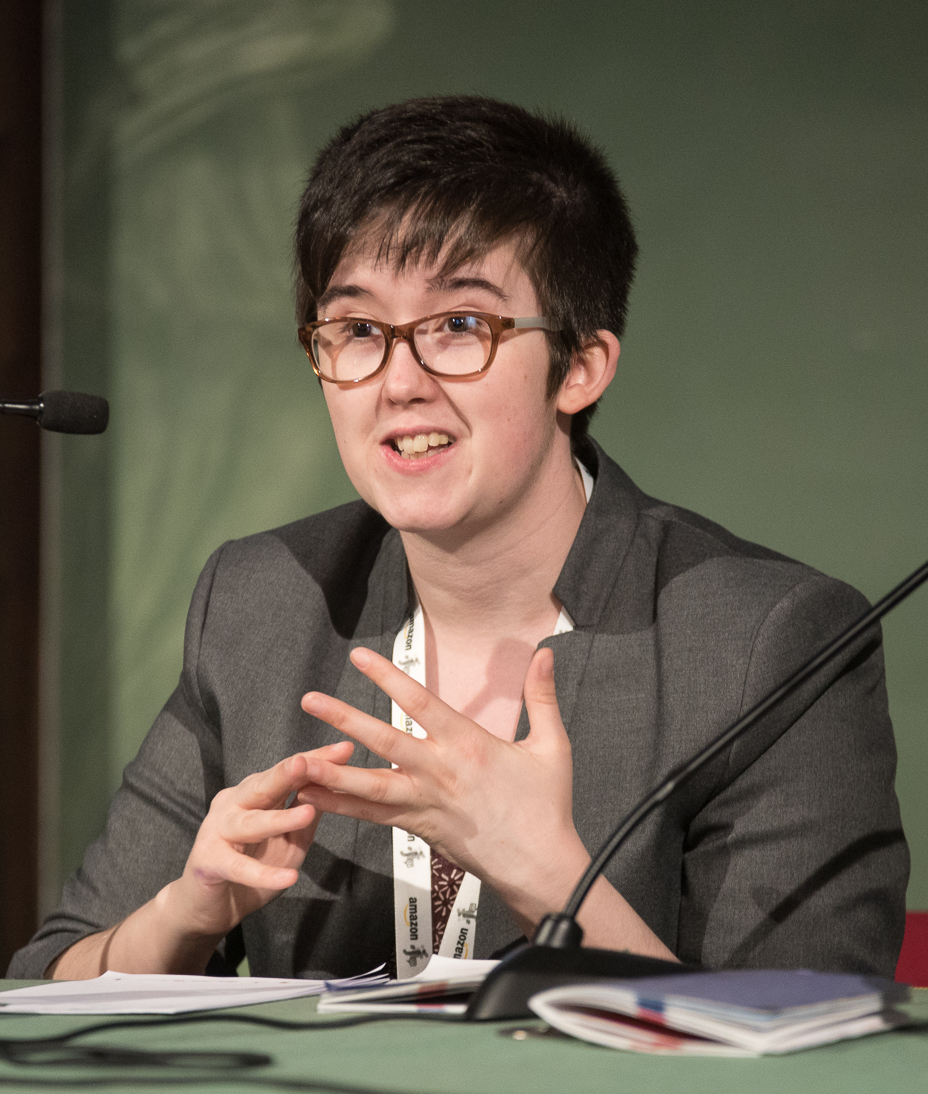
McKee al festival internazionale del giornalismo di Perugia nel 2017

Lyra Catherine McKee (Belfast, 31 marzo 1990 – Derry, 18 aprile 2019) è stata una giornalista e attivista nordirlandese, nota per le sue inchieste sulle conseguenze dei troubles.

## Biografia

### Origini
McKee nacque il 31 marzo 1990 a Belfast, Irlanda del Nord. Il suo interesse per il giornalismo iniziò a quattordici anni, scrivendo per il giornale scolastico della St Gemma's High School. L'anno successivo si unì a Headliners, un'organizzazione che aiuta i giovani a sviluppare abilità giornalistiche, grazie al quale ricevette nel 2006 il premio Young Journalist Award da Sky News. Studiò giornalismo online alla Università di Birmingham, senza concludere il percorso di studi. Nel gennaio 2020 ricevette una laurea magistrale postuma in giornalismo online, ritirata dalla sorella.

### Carriera giornalistica
Nel 2011, McKee entrò a far parte dello staff di Mediagazer, un aggregatore di notizie, sito gemello dell'aggregatore di notizie tecnologiche Techmeme. Nel 2014 un post pubblicato sul suo blog intitolato Letter to my 14-year-old self (Lettera alla me stessa quattordicenne), in cui descriveva le difficoltà di crescere gay a Belfast, riscosse molte attenzioni tanto che ne fu tratto un cortometraggio. I suoi articoli vennero pubblicati su media nazionali e internazionali come Mosaic (collegato a The Atlantic), The Belfast Telegraph, Private Eye e BuzzFeed News. Nel 2016, la rivista Forbes la inserì nella lista delle "30 under 30 in media" per il suo lavoro come reporter investigativa.
L'attenzione di McKee era rivolta principalmente alle conseguenze dei troubles, tra i suoi lavori più noti figura Suicide of the Ceasefire Babies (Il suicidio dei bambini del cessate il fuoco), un articolo sui suicidi tra i teenager successivi all'accordo del Venerdì Santo.
Nel 2017, tenne una conferenza TEDx dal "Come le conversazioni scomode possono salvare vite" durante il TEDxStormont Women, parlando della strage di Orlando del 2016. In 2018, she became a trustee of Headliners, the charity that had helped her as a teenager to start her career in journalism. Nel 2018, divenne una trustee di Headliners, l'organizzazione di beneficenza che l'aveva aiutata durante la sua adolescenza a iniziare la sua carriera nel giornalismo.
Nel marzo 2019, lo scrittore dell'Irish Times Martin Doyle inserì McKee nel suo articolo Best of Irish: 10 rising stars of Irish writing.

### L'omicidio
Il 18 aprile 2019, McKee fu uccisa durante i disordini nella zona di Creggan, Derry quando, in seguito di un raid della polizia con l'obiettivo di sequestrare delle munizioni della Nuova Ira in vista delle parate commemorative della rivolta di Pasqua che si sarebbero dovute svolgere nell'area durante quel fine settimana, scoppiarono dei disordini concentrati su Fanad Drive, dove furono lanciate delle bombe Molotov contro i veicoli delle forze dell'ordine.
La giornalista, che si trovava su Fanad Drive vicino a un mezzo blindato della polizia, fu colpita alla testa da, come mostrano i video ripresi con i cellulari e la televisione a circuito chiuso della polizia, un colpo sparato da un uomo armato e mascherato, ritenuto un membro del Real Irish Republican Army.
Mckee venne trasportata all'Altnagelvin Area Hospital, dove morì poco dopo, diventando la prima giornalista uccisa nel Regno Unito da Martin O'Hagan nel 2001. La polizia attribuì le responsabilità dell'accaduto ai repubblicani dissidenti.

#### Reazioni
Il primo ministro del Regno Unito Theresa May definì l'omicidio "scioccante e insensato", affermando che McKee "è morta facendo il suo lavoro con grande coraggio".  Il Taoiseach Leo Varadkar dichiarò: "La nostra solidarietà va anche alla gente di Derry e all'intera comunità giornalistica. Non possiamo permettere a chi vuole propagare violenza, paura e odio di riportarci indietro nel passato".  Il presidente della Repubblica d'Irlanda Michael D. Higgins affermò che: "La perdita di un giornalista in qualsiasi momento e in qualsiasi parte del mondo è un attacco alla verità stessa".
Condanne dell'omicidio arrivarono anche dalla Speaker della Camera dei rappresentanti degli Stati Uniti, Nancy Pelosi che aveva visitato Derry poche ore prima degli eventi, e da varie personalità ecclesiastiche come Ken Good, Vescovo della Diocesi di Derry e Raphoe; Diarmuid Martin, Arcivescovo cattolico di Dublino; Donal McKeown, Vescovo cattolico di Derry; e Charles McMullen, moderatore della Chiesa presbiteriana in Irlanda. Altre figure pubbliche che hanno espresso le loro condoglianze includono Karen Bradley, Segretario di Stato per l'Irlanda del Nord, e l'ex presidente degli Stati Uniti Bill Clinton. Séamus Dooley, segretario generale aggiunto del National Union of Journalists dell'Irlanda del Nord, ha descritto McKee come "una giornalista di coraggio, stile e integrità".
I leader dei principali partiti politici dell'Irlanda del Nord – DUP, Sinn Féin, UUP, SDLP, Alliance Party e Green Party – rilasciarono una dichiarazione congiunta condannando l'omicidio di McKee, descrivendolo come "un attacco a tutta la gente di questa comunità, un attacco alla pace e ai processi democratici". Hanno anche affermato che si trattava di "un atto inutile e futile per distruggere i progressi fatti negli ultimi 20 anni, che hanno ovunque il sostegno schiacciante delle persone". Inoltre, hanno ribadito il loro sostegno alle forze di polizia nordirlandesi, che erano state bersaglio dell'attacco armato.

#### I funerali
Il 19 aprile sul luogo della sua morte venne tenuta una veglia alla quale parteciparono Colum Eastwood, la leader del Partito Unionista Democratico Arlene Foster, Naomi Long e la leader di Sinn Féin Mary Lou McDonald. Una seconda veglia fu organizzata al Municipio di Belfast e vi parteciparono l'autrice Anna Burns e John O'Doherty del Rainbow Project, un'organizzazione per i diritti LGBT nell'Irlanda del Nord.
Al funerale, che si tenne il 24 aprile presso la Cattedrale di Sant'Anna di Belfast, presero parte Theresa May, Michael D. Higgins, Leo Varadkar, Arlene Foster, Mary Lou McDonald, la vicepresidente di Sinn Féin Michelle O'Neill e il leader del partito laburista Jeremy Corbyn.
Il National Union of Journalists formò una guardia d'onore. McKee's coffin was met with applause from the waiting public as it arrived at the cathedral.

#### Le indagini
Lo stesso giorno dell'omicidio la polizia arrestò due uomini, di 18 e 19 anni, con l'accusa di essere coinvolti nell'omicidio di McKee, i due però furono rilasciati senza accuse il giorno successivo.
Il 19 aprile il sito di investigazione BellingCat pubblicò una "indagine open source" sulla sparatoria.
Il 23 aprile, The Irish News pubblicò un articolo in cui si affermava che la New IRA aveva ammesso la responsabilità dell'omicidio, dichiarando che McKee non era il bersaglio previsto e porgendo le scuse alla famiglia e al partner di McKee. Nello stesso giorno venne arrestata e poi rilasciata senza accuse una donna di 57 anni.
Il 25 aprile, l'associazione di prevenzione del crimine Crimestoppers offrì una ricompensa fino a 10.000 sterline per informazioni utili all'individuazione dei responsabili dell'omicidio. Il 1º maggio, la polizia ha confermato che avrebbe offerto l'anonimato a qualsiasi testimone che si fosse fatto avanti con informazioni.
L'11 febbraio 2020 a Derry vennero arrestati quattro uomini con l'accusa di terrorismo, il giorno dopo uno degli arrestati, un uomo di 52 anni, è stato formalmente accusato dell'omicidio.
Nei primi giorni di giugno 2020 la polizia ha rinvenuto in un'area di Derry chiamata Ballymagroarty la pistola utilizzata nell'omicidio, una Hämmerli X-Esse .22 LR, il cui possesso è stato attribuito a Niall Sheerin, un uomo di 28 anni della stessa città nordirlandese. L'accusa ha dichiarato che l'arma era stata utilizzata in quattro attacchi paramilitari tra il settembre 2018 ed il marzo 2019. Nel settembre 2022, Sheerin è stato condannato a sette anni di prigione per possesso dell'arma, ma non sono emerse responsabilità nell'omicidio della giornalista.

### Opere postume
Poco dopo la sua morte venne pubblicato il suo primo saggio, Angels with Blue Faces, che trattava dell'omicidio del deputato del deputato lealista Robert Bradford da parte della Provisional IRA.
Il suo secondo scritto, che trattava delle sparizioni di Thomas Spence e John Rodgers dalla Falls Road di Belfast nel novembre 1974 e la cui uscita era prevista per il 2020, rimase incompiuto.
Nel 2021 venne pubblicata una raccolta dei suoi scritti intitolata Lost, Found, Remembered.

### Nei media
Sull'omicidio McKee e le successive indagini dei suoi amici per l'individuazione del colpevole è stato prodotto un documentario intitolato The Real Derry Girls, girato da Peter Taylor.
Il 7 novembre 2021 è stato presentato al Cork International Film Festival il film Lyra, diretto dal Alison Millar, che nel 2023 è stato trasmesso da Channel 4.
La band folk The Young 'uns le ha dedicato una canzone intitolata "Lyra", nel 2024 la cantante irlandese Christy Moore ha incluso la canzone "Lyra McKee" nel suo album A Terrible Beauty.

## Scritti
- Angels With Blue Faces, Excalibur Press, 2020, ISBN 9781910728437.
- Faber Faber, Excalibur Press, 2021, ISBN 9780571351442.